# Tia Zulmira e Eu
Tia Zulmira e Eu é o título do primeiro livro de crônicas de Stanislaw Ponte Preta, heterônimo do jornalista brasileiro Sérgio Porto, publicado originalmente em 1961 pela Editora do Autor. Posteriormente, o livro foi relançado por outras editoras, como o Círculo do Livro, contendo ilustrações de Alcy Linares  e Agir, com ilustrações de Jaguar .

## Conteúdo do livro
O livro possui um prefácio sobre o heterônimo e 65 crônicas
Seu primeiro capítulo traça um perfil biográfico de Tia Zulmira, a "ermitã de Boca do Mato". Segundo este perfil-entrevista, Zulmira nasceu na Vila Isabel, em 29 de fevereiro de 1872, tendo como testemunha em seu registro a Princesa Isabel. Estudou em escolas públicas e em convento carmelita, tendo deixado o país em 1889, contrariada com a proclamação da república. Na Europa, foi vedete no Folies Bergère e ministrou aulas de letras francesas na Sorbonne. Após a morte trágica de seu primeiro marido (François Aumert) durante uma demonstração de radioatividade para Marie Curie, muda-se para Londres, mantendo relação com Charles Darwin. Realizou tour pela Europa como pianista a partir de 1913, recebendo ajuda de Albert Einstein para cruzar a fronteira quando do início da Primeira Guerra Mundial. Durante esta, atuou como espiã para os Aliados, tendo como rival Mata Hari. Casa-se com um diplomata neozelandês, Marah Andolas, vivendo em São Petersburgo até o fuzilamento do marido pela revolução  de 1917. Após admoestar Stalin e Trotski, retorna ao Brasil e se fixa em Boca do Mato, após receber herança pela morte do pai em 1920. Atua como cozinheira da Coluna Prestes. Em 1930, retorna à Europa para restaurar o Juízo Final e casa-se com um sobrinho do Czar Nicolau, mudando-se para o Caribe. Após separação, volta ao Brasil, onde permanece. Casou-se ao menos 5 outras vezes.
As demais crônicas são recheadas de menções tanto aos personagens fictícios Tia Zulmira e primo Altamirando como a políticos (Princesa Isabel, Deodoro da Fonseca, Medeiros Neto, Tenório Cavalcanti, José Maria Alkmin, Osvaldo Aranha), escritores (Augusto Schmidt,Vinícius de Moraes,Manuel Bandeira), cantores (Vera Lúcia, Cauby Peixoto, Emilinha Borba, Vicente Celestino, Lúcio Alves, Gilberto Milfont), jornalistas (Ibrahim Sued, Alfonso "Al" Neto, Epitácio Timbaúba, Arnaldo de Castro Nogueira) e personalidades brasileiras (Luz del Fuego,Jacy Campos,Jorge Guinle). Além das menções, algumas destas personalidades figuram com destaque em algumas crônicas (como Gilberto Milfont e Lúcio Alves em O Passamento de "Bette Davis" e Ibrahim Sued em O Poliglota).

### Crônicas
| Capítulo | Título                         | Tia Zulmira | Primo Altamirando |
| -------- | ------------------------------ | ----------- | ----------------- |
| 1        | Perfil de Tia Zulmira          | X           |                   |
| 2        | Chateações Sutis               | X           | X                 |
| 3        | História do Passarinho         | X           |                   |
| 4        | A Moça que Foi a Paris         |             |                   |
| 5        | À Beira-Mar                    |             |                   |
| 6        | Somos Bons de Banho            |             | X                 |
| 7        | A Arma do Crime                |             |                   |
| 8        | O Milagre                      |             |                   |
| 9        | Mulher Para o Cotidiano        |             |                   |
| 10       | Nós, em Garrafa                |             |                   |
| 11       | A Arte de Presentear           |             |                   |
| 12       | Um Homem e Seu Complexo        |             |                   |
| 13       | O Seguro do Velho              |             |                   |
| 14       | O Cachorrinho de Dois Corações |             |                   |
| 15       | Seguros de Amor                |             | X                 |
| 16       | Doações Corporais              |             | X                 |
| 17       | Os Brindes                     | X           | X                 |
| 18       | O Velho Processo               |             | X                 |
| 19       | A Vaca                         |             |                   |
| 20       | O Dedo                         |             | X                 |
| 21       | A Menina que Suava em Cores    | X           | X                 |
| 22       | Do Inquirir os Querelantes     | X           | X                 |
| 23       | O Dia da Sinceridade           |             |                   |
| 24       | A Volta do Dia da Sinceridade  | X           |                   |
| 25       | O Dia do Papai                 |             | X                 |
| 26       | Lição de Nudismo               | X           |                   |
| 27       | O Homem da Pasta Preta         |             |                   |
| 28       | Vamos Acabar com Esta Folga    |             |                   |
| 29       | Razões de Ordem Técnica        |             |                   |
| 30       | O Padre e o Busto              | X           |                   |
| 31       | A Batalha do Leblon            |             |                   |
| 32       | O Noivo Organizado             |             |                   |
| 33       | O Pelado na Arte Plástica      | X           |                   |
| 34       | "Queremos Ver Sangue"          | X           |                   |
| 35       | Nos Alcantilados da Vida       |             |                   |
| 36       | Mentalidade de Carburador      |             |                   |
| 37       | Menininha Viciada              |             |                   |
| 38       | Caso do Marido Doido           |             |                   |
| 39       | O Homem que Virou Ele          | X           |                   |
| 40       | O Passamento de "Bette Davis"  |             |                   |
| 41       | É Triste... Muito Triste       |             |                   |
| 42       | Um Contista Sexy               |             |                   |
| 43       | Notícia de Jornal              |             |                   |
| 44       | História do Rio de Janeiro     | X           |                   |
| 45       | O Homem, o Bonde e a Mulher    |             |                   |
| 46       | "Nossa Sociedade"              |             |                   |
| 47       | O Caso do Tatu                 |             |                   |
| 48       | O Poliglota                    |             |                   |
| 49       | A Papagaia                     |             |                   |
| 50       | Mulher de Borracha             |             |                   |
| 51       | Mulheres Medicinais            |             | X                 |
| 52       | Discos de Chocolate            |             |                   |
| 53       | Inferno Nacional               |             |                   |
| 54       | Colchão de Vaca                |             |                   |
| 55       | Ferro em Ferros                |             | X                 |
| 56       | A Datilografa                  |             |                   |
| 57       | Levantadores de Copo           |             |                   |
| 58       | O Índio                        |             |                   |
| 59       | De Como Caçar o Ratinho        | X           | X                 |
| 60       | Faquirismo e Provocação        |             | X                 |
| 61       | Da Galanteria                  | X           |                   |
| 62       | Dos Sertões ao Matagal         |             |                   |
| 63       | Caju Amigo do Homem            |             |                   |
| 64       | Conto Policial                 | X           |                   |
| 65       | "Ao Morrer Sorrindo"           |             |                   |